# Kurt Georg Kiesinger
Pour les articles homonymes, voir Kiesinger.
Kurt Georg Kiesinger  est un homme d'État allemand, né le 6 avril 1904 à Ebingen (royaume de Wurtemberg) et mort le 9 mars 1988 à Tübingen (Allemagne de l'Ouest).
Il est membre actif du parti nazi à partir de 1933 et devient directeur adjoint de la propagande radiophonique extérieure du Reich, étant à ce titre l’un des principaux censeurs du régime. Après la Seconde Guerre mondiale, il est membre de l’Union chrétienne-démocrate (CDU). Il est chancelier fédéral d'Allemagne de l'Ouest de 1966 à 1969, à la tête d’une grande coalition démocrate-chrétiens/sociaux-démocrates.

## Biographie
Kurt Georg Kiesinger fait des études de droit, obtient son diplôme en 1934, et épouse en 1932 Marie-Luise Kiesinger, née Schneider.

### Fonctionnaire du régime et membre du parti nazi
Kurt Georg Kiesinger devient en 1933 membre actif du parti nazi. À l’office des Affaires étrangères sous Joachim von Ribbentrop, en tant que directeur adjoint de la propagande radiophonique du Reich vers l'étranger, il est chargé de faire le lien entre Ribbentrop et Goebbels, ce qui lui vaut le surnom de « Goebbels de l’étranger ».
Responsable de la coordination du contenu de onze émetteurs, il est, en pratique, l’un des principaux censeurs du régime. Durant l’occupation de la France, il se charge de la restructuration du paysage radiophonique français en y intégrant les collaborateurs les plus « méritants ».
À la défaite du Troisième Reich, il est emprisonné dans un camp d'internement de 1945 à 1946 avant d'être libéré en 1948.
La publication tardive (en 1966, par le Spiegel) des archives du NSDAP saisies par les Américains confirme la défense de Kurt Georg Kiesinger selon laquelle il n'avait jamais entretenu de sentiment antisémite. Il y était expressément dénoncé auprès de la SS par ses collaborateurs, en 1944, comme principal obstacle à la mise en œuvre de la politique antisémite au sein de son département.

### Carrière aux débuts de la RFA
Membre de la CDU depuis 1947, il devient membre du Bundestag à sa création en 1949. De 1949 à 1966, il reçoit différents mandats comme député, député européen, ministre-président du Bade-Wurtemberg. Les antagonismes avec le chancelier Adenauer, qui lui refusa toujours un poste de ministre malgré sa popularité au niveau fédéral, lui valent son engagement dans le gouvernement du Land jusqu'à sa victoire au sein de la CDU en 1966.

### Chancelier de la grande coalition
En 1966, lors de la crise gouvernementale suivant la démission de Ludwig Erhard, il s'impose finalement comme le troisième chancelier de la République fédérale d'Allemagne (après Adenauer et Erhard). Chef d'un gouvernement soutenu par une grande coalition entre les deux grands partis, chrétien-démocrate et social-démocrate (la CDU et le SPD), il doit composer avec de puissants ministres, chefs de leurs partis : Willy Brandt et Franz-Josef Strauß. Malgré ces difficultés, cette coalition dure jusqu'aux élections de 1969 et vote plusieurs réformes importantes dont celle du mode d'élection du Bundestag.
Il se distingue par son alignement sur les États-Unis en matière de politique étrangère. Il fait ouvrir les bases militaires allemandes aux B-52 américains venus se ravitailler avant d’aller bombarder le Vietnam. Il fait également voter par le Bundestag le 17 octobre 1967, à la demande de Washington, une motion condamnant la politique européenne de la France et sa décision de quitter le commandement intégré de l'OTAN. Selon l'historien Éric Branca, Kiesinger et son prédécesseur Ludwig Erhard étaient « étroitement tenus en laisse par Washington car ils avaient, l’un et l’autre, beaucoup à se faire pardonner » en raison de leur passé nazi.
Il est giflé par Beate Klarsfeld, montée à la tribune du congrès de la CDU, le 7 novembre 1968, aux cris de : « Kiesinger, nazi ! Démissionne ! ». Aujourd'hui, la photo de cette gifle se trouve au Musée historique allemand.

### Perte du pouvoir
Après les élections de 1969 et en dépit d’une victoire de la CDU qui forme le groupe parlementaire le plus important, Willy Brandt succède à Kiesinger grâce au soutien du FDP, une coalition que Kiesinger considère jusqu'à sa mort comme anti-démocratique.

## Distinctions
- Grand-croix de l'ordre d'Isabelle la Catholique